# 武家
武家（ぶけ）は、日本における軍事を主務とする官職を持った家系・家柄の総称。江戸時代には武家官位を持つ家系をいう。広義的に現代では武士一般を指すこともある。

## 解説
平安時代中期の官職や職能が特定の家系に固定化していく「家業の継承」が急速に進展していた。しかし武芸を職能とする下級貴族もまた、「兵の家」として武芸に特化した家柄を形成し、その中から軍事貴族（武家貴族）という成立期武士の中核的な存在が登場していった。これらの家系・家柄を指して「武家」もしくは「武勇の家」「武門」とも呼ばれている。
その後、武士を統率する有力な指導者が台頭し、東国に鎌倉幕府が成立すると、幕府および鎌倉殿が「武家」と称されるようになった。幕府および鎌倉殿（源頼朝）が、朝廷に対し武力面で奉仕すると約束し、その見返りとして朝廷が、幕府および鎌倉殿の軍事警察権などを公認したことの反映である。「武家」という呼称が定着すると、朝廷に仕える文官の総称としての「公家」が登場するようになる。朝家に政務一般で奉仕する「公家」と軍事面で奉仕する「武家」という対比に基づいていた。
軍事貴族でも清和源氏と国香流桓武平氏の家系は諸大夫の身分の中でも高位である四位以上に叙されたため、これらの家系がいわゆる「武家の棟梁」の資格を持つと認識されるようになり、特に清和源氏の一派、河内源氏は将軍職を独占した。戦国時代には各地の大名に対して公卿階級を含む官位の濫授が行われ、従三位以上の位を受ける者も少なくなかったことなどから、次第に武家は貴族階級の武士全般を指すようになった。徳川家康が覇権を握ると公家と武家の官位は分離され、武家の官位は将軍から大名・旗本に与えられた。

## 鎌倉時代
鎌倉時代初期の朝廷は、鎌倉幕府および鎌倉将軍家、もしくは鎌倉将軍個人に官位を与えて「武家」もしくは「関東」と呼称していたが、承久の乱を経て、幕府が朝廷を監視するため山城国に六波羅探題を設置すると、「武家」の語は六波羅探題のみを指し、幕府は「関東」とのみ呼ばれるようになる。
しかし、有力御家人にも官位が与えられるようになり、これらも「武家」と呼ばれるようになった。一般庶民の間では幕府および幕府諸機関・幕府権力を「武家」と呼ぶことも定着していった。

## 室町時代
室町時代には、室町幕府および足利将軍家もしくは足利将軍（将軍候補）や有力大名が武家とされた。

## 江戸時代

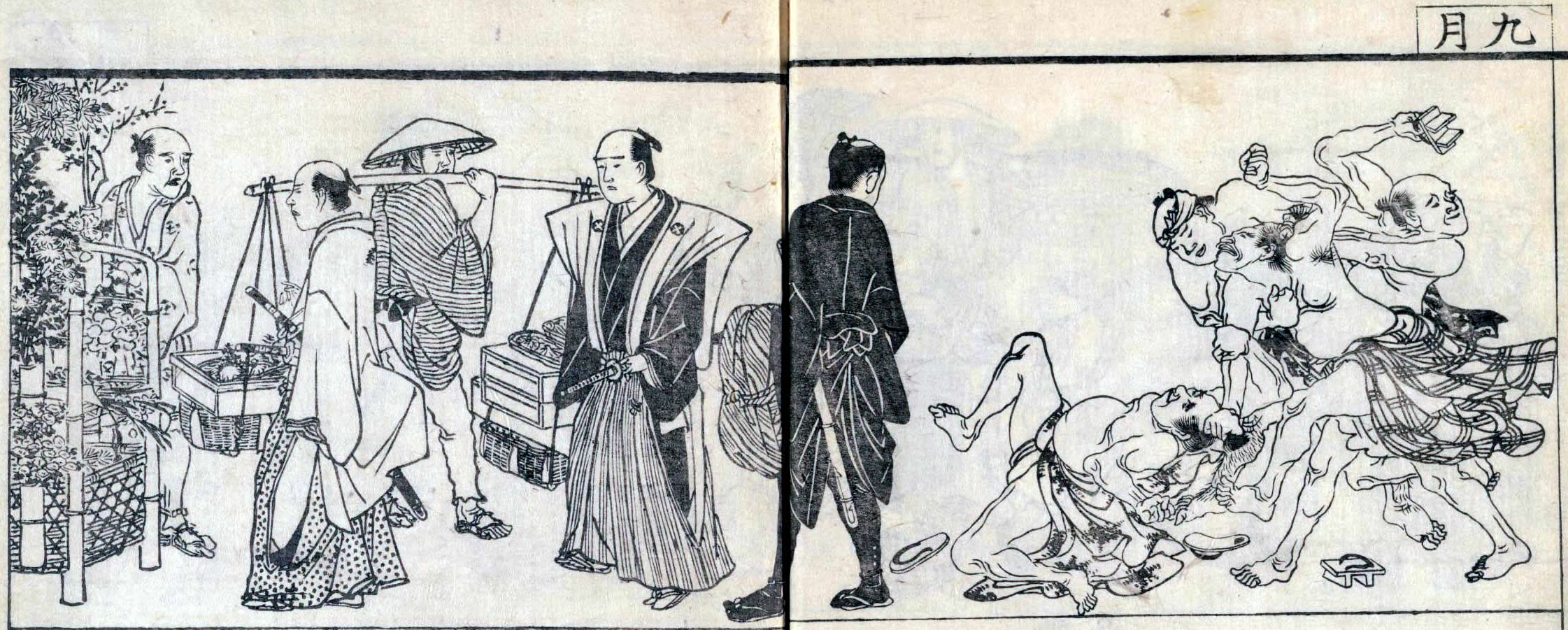
町を行く武士たち
（『四時交加』より）

江戸時代には諸大名や上層武士（旗本）にも官位（従五位下以上）が与えられるようになり、これらも武家と呼ばれるようになった。士分の侍や徒士また卒（足軽とも）にかかわらず、敬称を付けて「御武家さま」と呼ばれた。江戸幕府は法令「武家諸法度」を定めて武家を統制した。

## 武家の官位
江戸時代の大名以下の武家の官職は員外の官とされ、同じ官職名でも従来の公家の官職、定員数とは関係の無い別のものとして扱われており、格付けをするための形式的な呼称の意味合いが強い（詳しくは武家官位を参照）。武家の官職の格付けは大名のランクに応じて明確に決められており、江戸幕府の幕藩体制の権威・秩序を守るために利用されていた。